# Carlos Cuadra
Carlos Albert Cuadra (21 de diciembre de 1925-31 de agosto de 2022) fue un informatólogo y documentalista estadounidense de origen hispano. Es pionero en la creación de bases de datos en línea.

## Biografía
Carlos Cuadra nació en San Francisco, California (EE. UU.). Abandonó sus estudios durante el instituto para ingresar en 1944 en la marina norteamericana durante la Segunda Guerra Mundial. Deja la marina dos años (1946) después con un diploma en código Morse, que le permitió ingresar en la Universidad de California (Berkeley). Estudia psicología clínica y se doctora en esta materia en 1953, trabajando durante unos años en el centro de salud mental de dicha universidad y en otros centros semejantes en Estados Unidos. En estos años, Cuadra aplica sus conocimientos de programación en el tratamiento de la información médica.
En 1956 se incorpora a la Corporación RAND, que trabajaba conjuntamente con el Instituto Tecnológico de Massachusetts en la creación de un sistema de defensa aérea. Trabaja en departamentos de primerizas bases de datos documentales con información básica para la industria. De estas labores, surge System Developmen Corporation, más conocido por sus siglas SDC, un centro especializado en información en línea. Allí Cuadra comienza a crear software aplicado al campo de la Información y la Documentación; entre ellos, destaca:
- Software para la National Library of Medicine.
- En 1972, funda ORBIT, el primer host en línea comercial, al que le siguieron hasta cuatro ediciones más.

Carlos Cuadra abandona la SDC en 1978 para crear su propia empresa de productos documentales Cuadra Associates, en donde crearía la herramienta Directory of Online Databases (DOD), el mejor directorio de bases de datos en línea, junto al creado por Martha Williams. Su primera página estaba compuesta por un cuadro donde se detallaba la evolución del número de bases de datos, productores, host y gateways con los datos de las ediciones anteriores.
Posteriormente, crea el Directory of Portable Databases, un directorio con información sobre bases de datos en CD-ROMs, cintas y disquetes.
Además de sus labores como programador y distribuidor de productos de información documental, también fue editor. Fundó la revista Annual Review of Information Science and Technology (ARIST) en 1966, perteneciente a la American Society of Information Science. Cuadra editó los 10 primero volúmenes; el tercero fue galardonado con el Premio Asis al Mejor Libro publicado en 1969.
Carlos Cuadra fue recompensado con el Premio ASIST al Mérito Académico en 1968.